# Пітер Сінґер
Пітер Сінґер (нар. 6 липня 1946) — сучасний  австралійський екофілософ. Закінчив Оксфордський університет, де потім читав лекції з філософії з 1971 по 1973 рік. Зараз професор філософії, директор Центру біоетики людини в Мараш Університеті (штат Вікторія, Австралія). Викладав у Пристонському університеті, Мельбурнському, Оксфордському та Нью-Йоркському університетах. Автор праць «Демократія і непослух», «Коло розширюється», «Практична етика», «Визволення тварин». 2005 року журнал «Тайм» включив вченого до свого списку «100 найвпливовіших людей планети». Щоб пояснити природні права тварин, Сінґер спирається на інтереси тварини, засновані на її здатності страждати і насолоджуватися, відчувати біль. У 1996 році балотувався до австралійського сенату від партії зелених. У 2004 році визнаний в Австралії Австралійським гуманістом року.

## Погляди
Пітера Сінґера можна назвати «необентамістом», тому він багато в чому є продовжувачем ідей родоначальника філософії утилітаризму Єремії Бентама,  англійського філософа, соціолога та юриста. Стосовно етики, утилітаризм —  позитивістський напрямок, що проголошує користь основою моральності та критерієм людських вчинків. Пітер Сінґер є головним представником утилітаристського напрямку відстоювання прав тварин. У 1975 році з'явилася його книга, яка починалася словами: «Ця книга про тиранію людей над не-людьми. Ця тиранія була і є причиною того обсягу страждань і болю, який можна порівнювати лише з тиранією, яка тривала століття, білої людини над чорною». Так Пітер Сінґер почав епоху звільнення тварин, що ознаменувала сучасний рух за права тварин. Сьогодні тисячі людей на планеті — учасники цього руху.
Існує два напрямки відстоювання прав тварин. Утилітаристи вторять за Бентамом, що істоти заслуговують моральної уваги через наявність чутливості, а не Розуму. Всі чутливі істоти можуть відчувати страждання, тому можуть мати інтереси. Знехтування цих інтересів веде до страждань. Утилітаризм стоїть за максимальним задоволенням інтересів. У деяких випадках людські інтереси явно виділяються, наприклад, саме людям, а не свиням або мишам, потрібні школи. Але якщо біль відчувають одночасно і свиня, і людина, а болезаспокійливий засіб є тільки для одного, то у вас може виникнути дилемма — кому дати цей засіб. Утилітаристи загалом допускають експериментування на тваринах. Наприклад, якщо це допоможе нам знайти порятунок від СНІДу. Але утилітаристи також - за експериментування над розумово загальмованими дітьми, якщо це принесе користь.
Інший тип захисту прав тварин —  деонтологічний. Етика цього типу прирівнює права людей і права тварин. Ці права невід'ємні і ними не можна маніпулювати. Деонтологічний напрямок більш радикальний. Пітер Сінґер вважає, що цей напрямок «вимагає більшого альтруїзму з боку, ніж будь-який інший визвольний рух, оскільки тварини не здатні вимагати звільнення самі або протестувати проти своєї експлуатації шляхом голосування, демонстрацій чи бомб. Чи здатна людина на такий альтруїзм?». Крім цього, деонтологічний напрямок визначає внутрішні цінності живих істот як найважливіші. П. Сінґер пише: «… Наразі ми повинні зробити важливі висновки щодо необхідності застосування принципу рівної поваги інтересів, незалежно від висновків щодо цінностей». У главі «Рівність для тварин?» Філософ говорить про аморальність расизму, сексизму, ставлячи в один ряд із цими поняттями спесісизм. Термін «спесісизм» позначає перевагу одного виду живих істот над іншими, в тому числі перевагу людей над не-людьми. Сінґер вважає, що ми живемо в часи радикального спесісизму — коли навіть тривіальні інтереси людей важливіші, ніж життєві інтереси інших створінь. «Расисти порушують принцип рівності, коли вони додають більші інтереси своєї раси в зіткненні з інтересами іншої. Сексист порушує принцип рівності, надаючи перевагу інтересам своєї статі. А спесісист дозволяє інтересам свого власного виду зневажати інтереси іншого виду. Зразок у кожному з цих випадків однаковий». Наша турбота про інших не повинна залежати від того, які здібності їм притаманні.
Сінґер висуває принцип рівної поваги інтересів. «Ми звикли до того, що в світі найбільш важливими з числа моральних і політичних проблем вважаються проблеми придушення гідності жінок і негрів (…). Довід на користь поширення принципу рівності за межі нашого виду дуже простий. Саме на тій основі, на якій ми можемо стверджувати, що люди не мають права експлуатувати людей іншої раси, ми повинні будувати наше переконання про те, що якщо деякі істоти не є представниками нашого виду, то це не дає нам права на їх  експлуатацію, як і той факт, що інші тварини менш розумні, ніж ми, не означає, що ми можемо знехтувати їхніми інтересами».
Говорячи про нові етичні погляди на взаємини людей і тварин, Сінґер доводить, що «наша нинішня етика не обмежується мовчазним розумінням тих, хто готовий давати лише тоді, коли йому самому дають». Біля витоків моральності лежать зовсім інші принципи. Ті ж правила, що керують нашим поводженням з людьми, так само повинні керувати нашим поводженням з тваринами.
В праці «Міжвидова справедливість» Дональд ВанДеВеєр пише: "Ефектом раннього есе Сінґера було пробудження людини від її «догматичного сну». ВанДеВеєр бачить суттєву різницю між базовими і периферійними інтересами живих істот. Алістер С. Ганн в роботі «Традиційна етика і моральний статус тварин» пише: «Ми можемо як і раніше порушувати права багатьох, багатьох тварин, але ми будемо виправдані в таких діях, тому що ми переслідуємо тільки свої базові, пов'язані з виживанням інтереси і порушуємо настільки мало прав, такої невеликої кількості тварин, наскільки це можливо. Таким чином, ми поважаємо права тварин настільки, наскільки можливо».
Найбільш аргументовано виведено інтереси тварин Пітером Сінґером у книзі «Визволення тварин». «Основний елемент — прийняття до уваги інтересу істоти, яким би цей інтерес не був — повинен, відповідно до принципу рівності, поширюватися на всі істоти — чорних і білих, жінок і чоловіків, людей і не-людей». Незалежно від природи істоти (кількості ніг, кашлатості шкіри, кольору шкіри тощо) принцип рівності вимагає, щоб з його стражданням рахувалися в такій же мірі, як і зі стражданням іншої істоти. Крім того — уникнути страждань і болю — це вже інтереси, з якими необхідно рахуватися. П. Сінґер досить широко висвітлює цю тему. «Біль — це щось, що ми відчуваємо, і ми можемо укласти, що інші її відчувають по різних зовнішніх проявах».
Відстоюючи права тварин, Сінґер каже: «Хоча кора  головного мозку у людей більш розвинена, ніж у інших тварин, ця частина мозку відповідає за розумові функції, а не основні імпульси, емоції і почуття. Ці імпульси, емоції і почуття розташовані в  проміжному мозку, який також добре розвинений у багатьох інших видів тварин, особливо у ссавців і птахів». Крім того, у них є ідентична до нашої нервова система. «І їх реакції на біль дивно схожі на наші, хоча їм і бракує (наскільки нам відомо) філософських і моральних тонів. Емоційний елемент також дуже очевидний, в основному у формі страху і люті». Однак люди, що відчувають біль, мають один відмітний знак, якого не мають тварини — розвинену мову. Але тут П. Сінґер на прикладі людського немовляти шестимісячного віку проводить аналогію — якщо воно не може говорити, це не означає, що воно не відчуває біль і не здатне страждати.
Інші відмінності між людьми і тваринами створюють інші складності. Людині притаманні  ментальні здібності, які за певних обставин змусять її страждати більше, ніж тварину. «Якщо, наприклад, ми вирішимо здійснити дуже хворобливі або смертельні експерименти на дорослих людях, викрадених для цього навмання з парків, люди, які люблять гуляти в парках, будуть уникати цих прогулянок. Цей страх буде формою страждання, додатковою до відчутного болю. Ті ж досліди на тваринах викличуть менше страждань, тому що тварини не будуть відчувати страху від розуміння можливості бути спійманими і підданими дослідам». Тут для доказу страждання тварин П. Сінґер пропонує людських дітей, можливо, сиріт, або недорозвинених дітей і дорослих, яким незнайома ментальність і інші умовисновки.
Багато ментальних здібностей нормальної дорослої людини виділяють її як вищу істота, але ці якості не вказують на те, що людина страждає більше. Автор наводить приклад війни — коли людину брали в полон, в разі підкорення у неї була надія, що їй не буде завдано шкоди і її відпустять додому. Якщо ми ловимо диких тварин, ми не можемо їм пояснити, що нічого не загрожує їхньому життю. «Дика тварина не може розрізнити спробу ув'язнити її і намір вбити її; і те й інше жахливо».
Щодо вбивства тварин П. Сінґер пише: «„Неправота“ вбивства істоти є ще більш заплутаною. Я дотримувався і продовжую дотримуватися позиції розглядати вбивство як питання другого плану, адже при нинішньому стані людської тиранії над іншими видами, більш простий принцип однакового ставлення до болю й задоволення є цілком достатньою основою для протесту проти основних зловживань, що  творять люди над тваринами».
Порівнюючи вбивство людей, вірніше, заборону на вбивство людей з точки зору «святості людського життя» з убивством тварин, Сінґер знову приводить як приклад розумово відсталих або старих людей. «Ми можемо з повною підставою заявити, що завдяки деяким особливостям деяких істот їхнє життя видається більш цінним, ніж життя деяких інших істот; але крім цього, існують деякі тварини, чиї життя будуть ціннішими, ніж життя деяких людей».
Необхідно додати, що крайнощі в багатьох аргументаціях П. Сінґера не настільки очевидні при прочитанні самих його робіт. Книги П. Сінґера орієнтовані на нормального розсудливого, думаючого читача, і проте автор пояснює деякі свої позиції: «У колишніх випадках я зустрівся з різноманітними питаннями і запереченнями, деякі з них були прямими і передбачуваними, інші — більш витонченими і несподіваними». Тому автор змушений доводити — звідки нам відомо, що тварини можуть відчувати біль?, чому тварини поїдають одна одну, а ми не можемо їх вбивати для їжі? тощо
На несподівані запитання П. Сінґер дає логічні відповіді. Відносно останнього питання, наприклад, автор наводить доводи, що, по-перше, якщо ми вважаємо поведінку тварин «звірячою», тоді чому ми повинні слідувати їх прикладу, по-друге, тварини, на відміну від людей, не здатні оцінити альтернативу або етику дієти, по-третє, навіть масове вирощування домашніх тварин на фермерських господарствах доводить «нелюдкість» людських вчинків.
П. Сінґер домагається «мінімалізації» болю при необхідності вбивства домашньої худоби, поліпшення умов її розведення і утримання, а також при проведенні медичних досліджень. «Американські дослідники на тваринах не складають таку численну і політично потужну групу, як фермери, і вони живуть в тих районах, де особливо сильні позиції руху звільнення тварин. Таким чином, вони є більш доступною і легкою мішенню».
Практика свідчить, що у своїх діях по захисту прав тварин члени Руху звільнення тварин нерідко вдаються до екотажу та інших дій, що вступають в протиріччя з законом. Екофілософ вважає, що іноді порушення закону є морально виправданим: «Існують обставини, коли навіть при демократії морально виправданим стає непокора закону, і в русі звільнення тварин багато хороших прикладів таких обставин. Якщо демократичні процеси не функціонують успішно, якщо проведення опитування громадської думки підтверджує, що величезна кількість людей проти багатьох видів експериментів, а уряд все ще не вжив ніяких ефективних дій, щоб зупинити ці експерименти, якщо громадськість здебільшого не знає, що відбувається на фермах і в лабораторіях — тоді нелегальні дії можуть бути єдиним правильним шляхом допомоги тваринам і ознайомлення людей з реальними фактами, що відбувається».
«Робота „Тварини, люди і мораль“ є маніфестом руху звільнення тварин», — пише П. Сінґер в передмові до книги, яка вийшла в Америці під редакцією рівності інтересів тварин і людини. Він стверджує, що людина так само дорожить своїм життям, як кішка або олень. Свідомість більше не була в його теорії дискримінаційним фактором.
Якщо старий рух захисту тварин (XIX — середина XX століття) мав своєю ідеєю засудження людської жорстокості, то для нового руху Сінґер запропонував правову сторону взаємин людини і природних видів. Він вважає за необхідне розширити великі принципи свободи, рівності і братерства і на тварин. Тобто визнати за тваринами природні права на життя, свободу і щастя.

## Публікації
- Сингер П. Будущее освобождения животных // Крик. — 1998. — № 1. — С. 46-47.
- Сингер П. Освобождение животных. — К.: Киев. эколого-культурный центр, 2002. — 136 с.
- Сингер П. Движение освобождения животных // «Любить или убить?». — Харьков, 2003. — С. 29-47 // Гуманитарный экол. журн. — 2007. — В. 4. — С. 61-69.
- Singer P. Animal Liberation. — New-York: Avon Books, 1977. — 297 p.
- Singer P. Practical ethics. — Cambridge Univ. Press, 1979. — 237 p.
- Singer P. Killing human and kiliinganimals // Inquiry. — 1979. — № 22. — P. 145–156.
- Singer P. Not for humans only: The place of nonhumans in environmental issues // Ethics and problems of the 21st centure. — Notre Dame: Univ. Notre Dame Press, 1979.
- Singer P. The expanding circle: ethics and sociobiology. — New-York: Farrar, Straus and Giroux, 1981. — 190 p.
- Singer P. In defence of animals. — Basil Blackwell, 1986.
- Mason J., Singer P. Animal factories. — New York: Crown, 1980.
- Regan Т., Singer P. Animal rights and human obligations. — Englewood Cliffs: Prenntice-Hall, 1976. — 250 p.

## Про нього
- Борейко В. Е. Прорыв в экологическую этику. — К.: Киев. эколого-культурный центр, 1999. —128 с.
- Павлова Т. Н. Биоэтика в высшей школе. — К.: Киев. эколого-культурный центр, 1998. — 128 с.
- Питер Сингер критикует христиан // Гуманитарный экол. журн. — 2005. — Т. 7, спецвыпуск. — С. 79-80.